# Sinoxylon rugicauda
Sinoxylon rugicauda är en skalbaggsart som beskrevs av Pierre Lesne 1929. Sinoxylon rugicauda ingår i släktet Sinoxylon och familjen kapuschongbaggar. Inga underarter finns listade i Catalogue of Life.